# Samarra
Samarra (arapski:سامَرّاء‎) je grad na istočnoj obali rijeke Tigris u Salah ad-Din guvernatu (Irak), 125 km sjeverno od Bagdada. Srednjovjekovni islamski pisci su objasnili kako ime grada "Samarra" potječe od arapskih riječi Sarr man ra'a (arapski:  سر من رأى‎), što znači "Radost svakom tko vidi". Samarra je za vrijeme Abasida bila prijestolnicom Arapskog Carstva od Tunisa do Srednje Azije. Arheološki ostaci iz tog vremena svjedoče o arhitektonskim i umjetničkim inovacijama koje su se odavde proširile širom islamskog svijeta. Zbog toga je Samarra upisana na UNESCO-ov popis mjesta svjetske baštine u Aziji i Oceaniji 2007. godine, a iste godine je dospjela i na popis ugroženih mjesta svjetske baštine je dospjela zbog sigurnosni razloga zbog Iračkog rata i nedostatka državne zaštite i uprave lokalitetom.

## Povijest
Na mjestu današnje Samarre je nekad bio jedan od najvećih gradova drevne Mezopotamije, koji je doživio vrhunac u bakrenom dobu, tzv. Samarrska kultura (oko 5500. – 4800. pr. Kr.) koju odlikuje bogato nalazište Tell Sawwan, gdje dokazi o navodnjavanju —uključujući lan— ukazuju na postojanju prosperitne sjedilačke kulture s visoko razvijenom društvenom strukturom. Kultura je najpoznatija po finoj lončariji oslikanoj prizorima životinja i ptica, te geometrijskim oblicima na tamnoj pozadini. Taj kasnije prilično rašireni oblik lončarije, jedan je od prvih koji se proširio na veliko područje, te je jedan od prvih koji je postao jedinstven za cijeli Drevni Bliski Istok, a njegovi prvi tragovi potječu upravo iz Samarre. Samarrska kultura bila je prethodnicom mezopotamske kulture iz ubaidskog razdoblja. 
Na njegovom mjestu je za vrijeme Senaheriba osnovan grad Sur-marrati 690. pr. Kr., koji cvate za vrijeme Sasanida kada je izgrađen sustav navodnjavanja (oko 531. – 578.), što je proslavljeno izgradnjom tornja Burj al-Qa'im na južnom rukavcu južno od Samarre. Drevni antički toponimi za Samarru su: grčki: Souma (Ptolemej V.19., Zosim III., 30.); latinski: Sumere, utvrda koju spominje Julijan Apostat prilikom povlačenja vojske 364. godine  (Amijan Marcelin XXV., 6., 8.); i sirijski Sumra, opisana kao selo. 
Za abasidskog kalifa Harun al-Rašida u njegovoj blizini je podignut grad osmerokutnog plana prozvan al-Mubarak (današnji Husn al-Kadisija), ali je nedovršen i napušten 796. godine. Stari pred-islamski grad je osmi kalif abasidske dinastije, al-Mu'tasim Bilah 833. godine dao nadograditi u današnju Samarru. Grad su dovršili njegovi turkmenistanski vojnici i arapski robovi u samo devet godina, i bio je 59 godina (do 892.) glavni grad Abasidskog Carstva. Veliki dio ovog kompleksa ranog islamskog grada otkrio je Ernst Herzfeld 1911. i 1914. godine. 
Al-Mu'tasimov nasljednik al-Uathik razvio je Samarru u trgovački centar, a pod kalifom Al-Mutauakilom, grad doživljava svoj vrhunac. Potonji je 847. god. financirao i u izgradnju Velike džamije sa slavnim spiralnim minaretom (Malvija). On je također stvorio parkove i palaču za svog sina Al-Mu'taza. Nakon što su je Mongoli opustošili za vrijeme kalifa Al-Mu'tadida, abasdiskom prijestolnicom je ponovno postao Bagdad, a Samarra je ušla u razdoblje dugotrajnog nazadovanja, koje je postalo još veće nakon što se u 13. stoljeću promijenio tok Tigrisa.
Za vrijeme vladavine Osmanskog Carstva Samarra doživljava svojevrsnu renesansu; gradi se prva škola u gradu 1878. godine, a most preko Tigrisa povezuje dva dijela grada.
Od 1911. do 1913. godine, njemački arheolog i istraživač orijentalnih studija, Ernst Herzfeld, je u Samarri pronašao 8000 godina staro keramičko posuđe, danas u Muzeju islamske umjetnosti u Berlinu. Drugi objekti iz istraživanja nalaze se u Viktorijinom i Albertovom muzeju u Londonu, Muzeju islamske umjetnosti u Kairu, zbirci Francuskog Arheološkog instituta u Damasku, Muzeju primijenjene umjetnosti u Kopenhagenu, Louvreu u Parizu, Muzeja likovnih umjetnosti u Bostonu, Metropolitan muzeju umjetnosti u New Yorku, te sveučilištu u Michiganu i Muzeju za umjetnost u Clevelandu. Sva izvješća iskopina, crteži i fotografije su sada u arhivama Freer galerije u Washingtonu, DC.
Samarra je 1950-ih imala oko 15.000 stanovnika, ali je dožvjela jedan od najvećih porasta populacije u Iraku i 2003. je imala oko 300.000 stanovnika. Kako broj stanovnika uporno raste, pretpostavlja se da će do 2020. god. imati oko 2 milijuna stanovnika.
Nakon američke invazije Iraka, 22. veljače 2006. godine, u većinski sunitskoj Samarri u bombaškom napadu uništena je zlatna kupola šijitske džamije Al Askari, što je izazvalo vjerske nerede širom zemlje koji su odnijeli stotine života. Između ostalog, irački novinar i reporter za televizijsku postaju Al-Arabiya, Atwar Bahjat, je otet i ubijen. Nijedna organizacija nije preuzela odgovornost za napad, ali se vjeruje da iza njega stoji Mudžaheinsko vijeće Shure, ili s njime bliske grupe.
Dana 16. ožujka 2006. godine Američka vojska je u Samarri  izvela "najveći zračni desant" od invazije u rijetko naseljenoj oblasti sjeverno od Samarre, zvan Operacija Swarmer, s ciljem uništenja "pobunjeničkih uporišta", a za koju se vjeruje  da nije bila ništa drugo do vježba u službi propagande.

## Odlike
Samarra je smještena na obje strane rijeke Tigris, duljinom od 41.5 km, a širina grada varira od 8 do 4 km. Najznamenitija građevina je Velika džamija sa spiralnim minaretom koji je najstariji na svijetu, iz 9. stoljeća, ali to je samo jedan od mnogih znamenitosti ovog arheološkog lokaliteta kojega je iskopano tek 20%.
Velika džamija je izgrađena od 847. do 861. godine i dugo je bila najvećom džamijom na svijetu. Džamija ima 17 brodova, njeni zidovi su ukrašeni mozaicima od plavog stakla, a vanjski zidovi originalnom samarra izrezbarenim štukaturama. Njen minaret (poznat kao malvija, što znači "puževa kućica") je velika spiralna, pužolika, kupa visoka 52 i široka 33 metra, sa spiralnom uzlaznom vanjskom rampom. Na vrhu se nalazi valjkasta prostorija promjera 6 metara s osam lučnih otvora. Zbog svoje velike visine vjerojatno nije služila za poziv na molitvu, ali je služila kao snažan vizualni spomenik prisutnosti islama u dolini Tigrisa.
U Samarri se također nalazi i Džamija Al Askarija, u kojoj se nalaze mauzoleji Ali al-Hadija i Hasan al-Askarija, desetog i jedanaestog šijitskog imama, ali i oltar Muhammad al-Mahdija, poznatog kao "Skriveni Imam", koji je dvanaesti i posljednji imam šijita. Zbog toga je Samarra postala važno središte za šijitska hodočašća. Uz to su šijitski imami Hakimah Hatun i Narjis Hatun, rođaci proroka Muhameda, koje podjednako štuju i sunitski i šijitski muslimani, pokopani u toj džamiji, što je čini jednim od najvažnijih mjesta kako za šijite i sunite.
U Samarri se nalaze i najveće palače islamskog svijeta (Palače kalifa Qasr al-Khalifa, al-Ja'fari, al Ma'shuq, i dr.). U Samarri je razvijeno nekoliko vrsta ukrasa poput Samarra izrezbarenog štuka koji se odavde proširio širom islamskog svijeta, i sjajne keramike koja je svojim emajlom kopirala izgled dragocjenih metala poput zlata i srebra.

## Poveznice
- Islamska umjetnost i arhitektura

## Vanjske poveznice
- Samarra arheološki pregled  Arhivirana inačica izvorne stranice od 21. siječnja 2013. (Wayback Machine) (engl.) Posjećeno 21. ožujjka 2011.
- BBC story: "Bam: Jewel of Iranian heritage" (engl.) Posjećeno 18. ožujjka 2011.
- Arg e Bam  Arhivirana inačica izvorne stranice od 3. prosinca 2007. (Wayback Machine) - dokumentarac o obnovi citadele